# Amerongse Bos (Het Utrechts Landschap)
Amerongse Bos is een 94 hectare groot natuurgebied bij Amerongen in de provincie Utrecht dat sinds 1977 eigendom is van Het Utrechts Landschap. Het is een gedeelte van het grotere Amerongsche Bosch. Een ander deel van het bos behoort tot Boswachterij Amerongse Berg van Staatsbosbeheer. De Amerongse Berg is met 69,2 meter boven NAP het hoogste punt in het gebied, én in de provincie Utrecht. Het natuurgebied is een van de oudste bossen op de Utrechtse Heuvelrug. De laanstructuur met beuken dateert uit de achttiende eeuw en sommige grove dennen zijn in die tijd geplant. Het werd in opdracht van de heren van Kasteel Amerongen aangelegd op heidegronden die waren ontstaan nadat een eerder bos in de middeleeuwen was verdwenen. Aan de rand van het bos liggen voormalige tabaksakkers.

## Geschiedenis

### IJstijden
Het Amerongsche Bos is gelegen op de Utrechtse Heuvelrug die gevormd werd in het Saalien: de voorlaatste ijstijd. Een gletsjer vanuit Scandinavië duwde grond vooruit en vormde zo een stuwwal. Het smeltwater van de gletsjer spoelde grindhoudend zand naar lager gelegen gebieden. Deze afzettingen liggen als waaiervormige glooiingen tussen Rhenen en Leersum. In de laatste ijstijd, het Weichselien, was er geen gletsjer hier, maar wel permafrost. Hierdoor werd het hemelwater niet in de bodem opgenomen maar vormde beken. Doordat deze zich in de ondergrond sneden ontstonden er sneeuwsmeltwaterdalen. In het westelijke deel van het gebied is zo’n dal duidelijk herkenbaar.

### Prehistorie
De eerste sporen van mensen komen uit de periode van vroege landbouwers. Deze kozen de stuwwal en de uiterwaarden van de Rijn als leefgebied. Op de stuwwal zijn grafheuvels gevonden uit die tijd. Uit de ijzertijd dateren restanten van prehistorische akkercomplexen, zogenoemde celtic fields, die gevonden zijn ten noorden van Amerongen.

### Vanaf de middeleeuwen
Het esdorp Amerongen lag tussen Rhenen en het historische Dorestad. Dit gebied was een belangrijk centrum in het Frankische Rijk. Vanuit Amerongen werden agrarische producten verhandeld. Mogelijk zijn de transportroutes daarvoor nog terug te vinden zijn in het Amerongsch Bos. Het bos was een onderdeel van de 'marke van Amerongen'. In de middeleeuwen werd zoveel hout gekapt dat het gebied in 1378 vrijwel boomloos was. Dit bleef zo tot ver in de 18e eeuw. In 1724 heeft de grondbezitter een beukenlaan aan laten leggen met aan weerszijden een dubbele rij beuken. Rond 1760 begon men met herbebossing van de zuidelijke heuvelrug, inclusief het Amerongsche Bos. Deze herbebossing bij Amerongen was een van de eerste op de Utrechtse Heuvelrug.

### Tabaksteelt

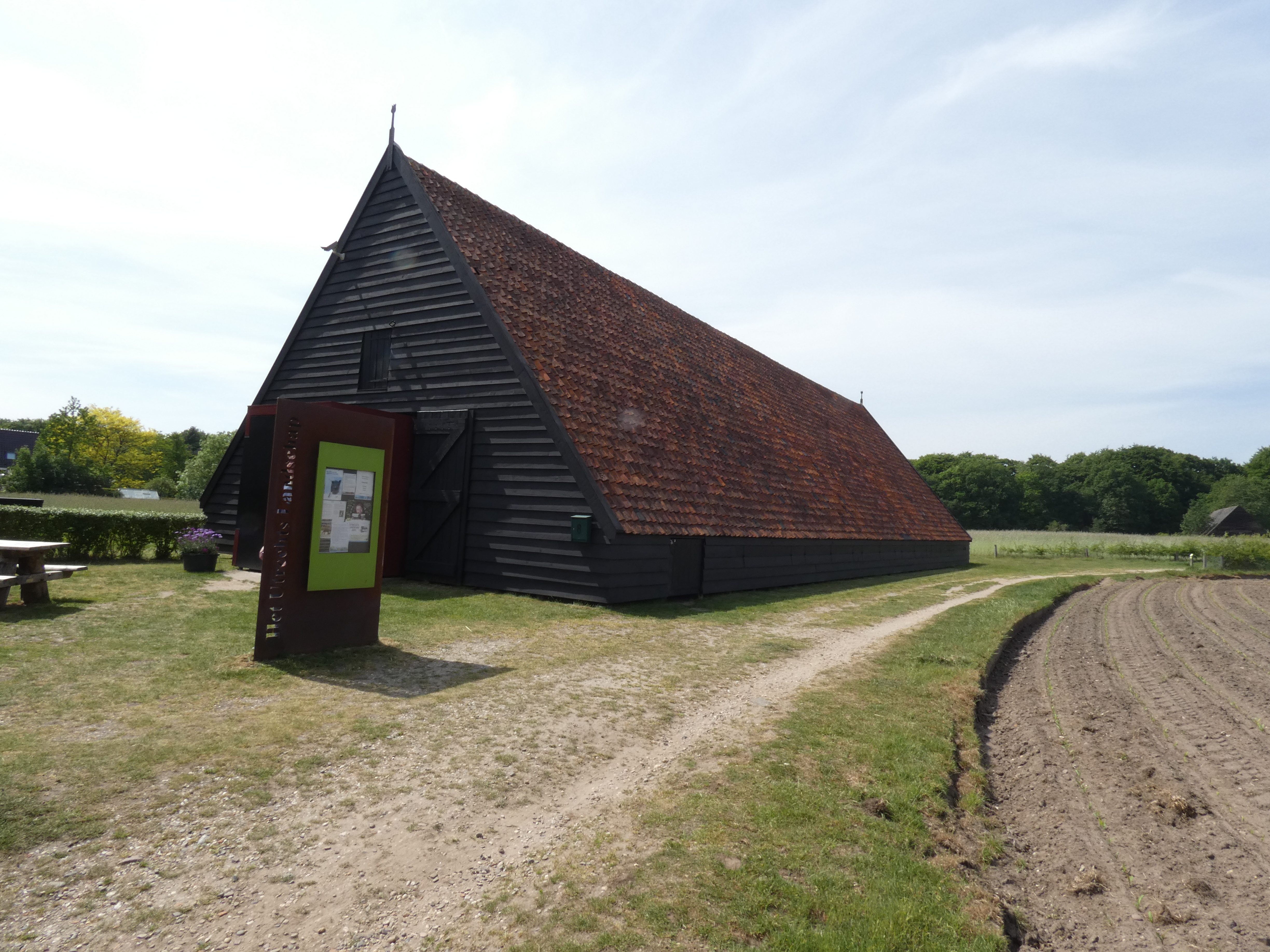
Tabaksschuur, nu informatiepunt

Een deel van het gebied van Het Utrechts Landschap hier bestaat uit voormalige tabaksakkers. Rond Amerongen is tot 1960 ruim 300 jaar tabaksteelt bedreven. Voor veel boeren was de tabaksteelt het hoofdmiddel van bestaan. Om de akkers te bemesten werden onder andere schapen- en duivenmest gebruikt. In het zuiden van de Amerongse Eng zijn waterputten geslagen om water te winnen voor de teelt. Bij het Amerongse Bos zijn nog vier tabaksschuren aanwezig, deze dienden voor droging en opslag van het geoogste gewas. Bij bezoekerscentrum 'De tabaksschuur' wordt nog op traditionele wijze tabak gekweekt en gedroogd.

## Ecologie
De bodem van het Amerongse Bos bestaat vooral uit holtpodzolgronden. De gemiddelde laagste grondwaterstand in het Amerongse Bos ligt dieper dan 180 cm, en de gemiddelde hoogste grondwaterstand ligt dieper dan 80 cm. Daardoor is veel vegetatie in het Amerongse Bos voor de watervoorziening afhankelijk van hangwater: water in de bodem dat niet in contact staat met het grondwater.
In het bos groeit een verscheidenheid aan bomen, de oudste zijn grove dennen die stammen uit 1770. Veel laanbomen zijn tweede generatie en stammen uit het eind van de negentiende eeuw. In de Tweede Wereldoorlog is veel bos gekapt, daarna werd vooral Japanse lork en douglasspar aangeplant. Grote delen van het bos bestaan daardoor uit gemengde opstanden van lariks, douglas, grove den, berk en beuk.
Er is ook wat Amerikaanse vogelkers en de fijnspar te vinden. In de ondergroei komen oudbosplanten als witte klaverzuring, valse salie, ruig klokje, gewone salomonszegel en stekelvarens schaars voor. Er is een forse groeiplaats van hengel. Andere soorten zijn blauwe bosbes, bochtige smele, dalkruid, eikvaren, lijsterbes, liggend walstro, vuilboom en struikheide.
Beukenlanen vormen een netwerk door het gebied. Daarnaast zijn de beuken belangrijk voor andere organismen die in het bos voorkomen. Boommarters en sommige broedvogels nestelen er in. Bij een inventarisatie in 2010 werden 48 soorten broedvogels geteld. In het bos komen verschillende vleermuissoorten voor, zoals de baardvleermuis, dwergvleermuis, ruige dwergvleermuis, rosse vleermuis en grootoorvleermuis.
Dood hout in het bos is van belang voor saprofytische paddenstoelen. De zeldzame kammetjesstekelzwam groeit er op dood beukenhout.
Zoogdiersoorten die voorkomen zijn behalve de vleermuizen: ree, vos, konijn, haas, egel, wezel, hermelijn, eekhoorn, mol en meerdere muizensoorten. Van de reptielen zijn hazelworm, levendbarende hagedis, zandhagedis en ringslang in het gebied aangetroffen. Boomhommel en Europese hoornaar bouwen nesten in boomholtes. Ook mierensoorten als glanzende houtmier, bruine houtmier en behaarde rode bosmier hebben er een leefgebied. Boomvalk, koekoek, groene specht, spotvogel, grauwe vliegenvanger en matkop zijn enkele van de vogelsoorten die broeden in het bos.
Het ecologische belang van het Amerongse Bos is vooral de diversiteit. Het huisvest bovendien veel soorten die als bedreigd op een rode lijst staan.

## Beheer

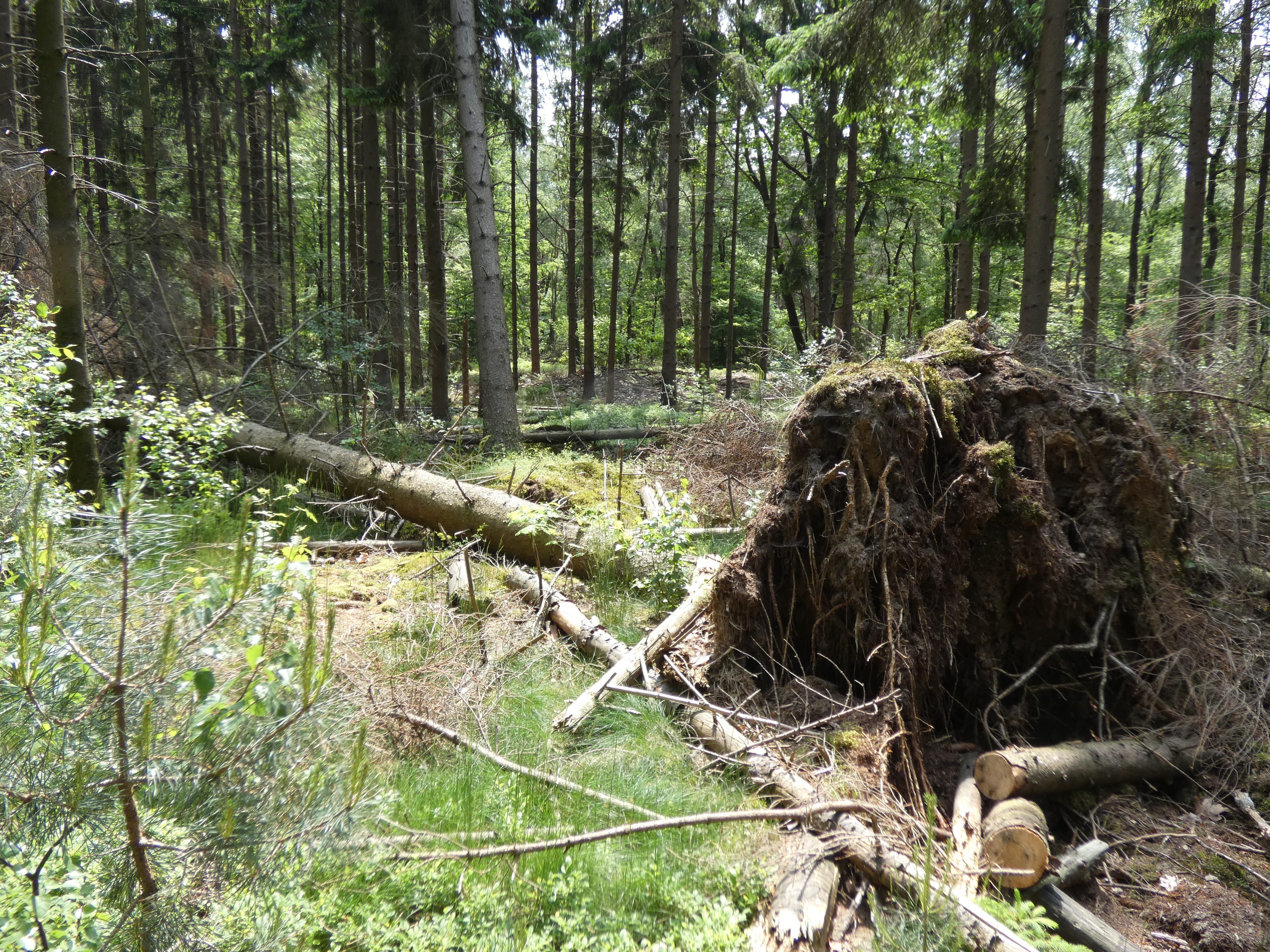
Omgevallen boom die niet wordt verwijderd

Het Utrechts Landschap probeert haar gebied zo te beheren dat het in toenemende mate een gevarieerd, gezond en zo natuurlijk mogelijk bos is. Invasieve soorten zoals Amerikaanse vogelkers en Amerikaanse eik worden bestreden en uitheems naaldhout zoals douglasspar en fijnspar wordt gekapt. Verder worden bomen verwijderd om zogenaamde toekomstbomen meer ruimte te geven. Omgevallen bomen worden waar mogelijk niet opgeruimd en er wordt niet ingegrepen om schadelijke insecten of ziektes te bestrijden. In de oude beukenlanen worden bomen indien noodzakelijk vervangen. Door de wijze van beheer wordt de biodiversiteit in het bos verhoogd. Er wordt inheems loofhout als winterlinde, hazelaar en zoete kers aangeplant. Kleine schrale open ruimtes worden vrijgehouden van opslag van bomen en struiken waardoor heidevegetaties blijven bestaan. Het inzaaien van stukken grond met een bloemrijk zaadmengsel is een middel om insecten te trekken. Gebiedseigen water wordt zo lang mogelijk vastgehouden, hiertoe zijn in de hellingen waterkuilen gegraven.

## Recreatie
Er zijn verschillende wandelroutes uitgezet. Vanuit het informatiecentrum worden gegidste wandelingen aangeboden. In het bos bevindt zich de replica van een prehistorische grafheuvel. Een deel van het gebied is beschikbaar als hondenlosloopgebied en er is een 17 kilometer lang mountainbike-parcours aangelegd. Ook is er een pannenkoekenrestaurant gevestigd. Aan de overzijde van de N225 ligt natuurgebied Amerongse Bovenpolder met een uitzichtplatform waarvanaf Kasteel Amerongen zichtbaar is. Ook kunnen de vogels in de moerassen en plassen van de Amerongse Bovenpolder worden bekeken. 

## Het Berghuis
Tussen de Tabaksschuur en de Amerongse Berg bevindt zich reeds decennia een bijzondere horeca-gelegenheid, die toepasselijk de naam Het Berghuis draagt. Van origine was er sprake van een eenvoudige herberg, thans is er een pannekoekenrestaurant met terras, speeltuin en in gepotdekselde houten planken uitgevoerd bijgebouw. Deze gelegenheid is door de ligging vooral in trek bij de vele wandelaars en dagjesmensen die het Amerongse Bos bezoeken. Het is in feite ook de enige horeca-gelegenheid in het bosgebied. Anders dan vaak gedacht wordt het Berghuis niet gehuurd, maar is het in erfpacht uitgegeven door de grondeigenaar, de stichting Utrecht landschap. Sinds 2018 speelt een juridische strijd over de verlenging van dit recht, waardoor het Berghuis in haar voortbestaan wordt bedreigd.  
Amerongse Bos
· Amerongse Bovenpolder
· Landgoed Beerschoten
· Beukenburg
· Biltse Duinen
· Birkhoven
· Blauwe Kamer
· Blikkenburg
· Bloeidaal
· Bornia
· Bosch en Duin
· Breeveen
· Broekerbos
· Buitenplaatsen Driebergseweg
· Dartheide
· Elster Buitenwaarden
· Grebbeberg
· Heidestein
· Hoge Ginkel
· Hooge Kampse Plas
· Hoog Moersbergen
· Houdringe
· Juliusput
· Kasteelbos Renswoude
· De Kievit
· Kooilust
· Kozakkenput
· De Krakeling
· Laarsenberg
· De Leyen
· Lockhorsterbos
· Lunenburgerwaard
· Maartensdijkse Bos
· Middelwaard
· Moersbergen
· Niënhof
· Noordhout
· Okkersbos
· Oostbroek
· Over-Holland
· Palmerswaard
· De Paltz
· Panbos
· Plantage Willem III
· Pleinesbos
· De Pol
· Ridderoordse Bos
· Sandenburg
· Sandwijck
· De Schammer
· Stameren
· Landgoed Stoutenburg
· Viaanse Bos
· Viaanse polders en uiterwaarden
· Vikinghof
· Park Vliegbasis Soesterberg
· Vijverbos
· Vijverhof
· Voordorpse polder
· Willem Arntszbos
· Witte Hull
· De Woerd
· Wulperhorst
· Zeisterbos